# Мітра Геджазіпур
Мітра Хеджазіпур (перс. میترا حجازی‌پور; нар. 19 лютого 1993, Мешхед) — іранська шахістка, гросмейстер серед жінок від 2015 року.

## Біографія
2003 року здобула срібну медаль на юнацькому чемпіонаті світу з шахів серед дівчат у віковій групі до 10 років.
У 2012 році перемогла на чемпіонаті Ірану серед жінок. Також на цих змаганнях двічі була другою (2013, 2014).
2015 року посіла 1-ше чемпіонаті Азії серед жінок.
Брала участь у чемпіонатах світу серед жінок:
- 2015 року в Сочі в першому турі її перемогла Піа Крамлінг[7];
- 2017 року в Тегеран в першому турі її перемогла Анастасія Боднарук[8].

Представляла Іран на п'яти шахових олімпіадах (2008-2016). У командному чемпіонаті Азії серед жінок брала участь п'ять разів (2005, 2009-2016). В командному заліку виборола три бронзові медалі (2005, 2009, 2014). В особистому заліку здобула срібну (2009) і бронзову (2014) медалі. 2010 року взяла участь у командному турнірі серед жінок на Азійських іграх. 2007 взяла участь у командному турнірі серед жінок на Азійських іграх у приміщеннях.